# Hyde (Bedfordshire)
Hyde – civil parish w Anglii, w hrabstwie ceremonialnym Bedfordshire, w dystrykcie (unitary authority) Central Bedfordshire. Leży 33 km na południe od centrum miasta Bedford i 42 km na północny zachód od centrum Londynu. W 2011 roku civil parish liczyła 392 mieszkańców.